# La scopa del sistema
La scopa del sistema (The Broom of the System) è un romanzo dello scrittore statunitense David Foster Wallace, pubblicato nel 1987, la prima tra le sue opere di narrativa ad essere stata data alle stampe. 
Strutturalmente articolato sulle teorie logico-linguistiche di Ludwig Wittgenstein (su cui Wallace scrisse anche una tesi di laurea), lo stesso autore definì il romanzo un dialogo ideale tra Jacques Derrida e lo stesso Wittgenstein.

## Trama
(David Foster Wallace, La scopa del sistema)
(David Foster Wallace, La scopa del sistema)
Lenore Beadsman giovane discendente di una ricca famiglia di industriali, lavora come centralinista in una casa editrice collegata all'impresa del padre. Ha una relazione con il suo principale, Rick Vigorous e entrambi sono in terapia da uno psicoterapeuta. La novantaduenne bisnonna di Lenore, omonima della nipote, sparisce misteriosamente dalla casa di cura in cui risiede, insieme a molti altri ospiti della struttura. Di loro non si saprà più nulla, anche se sembrerebbe che della sorte del gruppo sia a conoscenza il nipote dell'anziana e padre della protagonista, Stonecipher Beadsman III. Parallelamente si snodano altre storie: l'improvvisa eloquenza acquisita dal pappagallo di Leonore che prelevato dal telepredicatore Reverendo Lee Sykes viene usato come attrazione principale del suo show televisivo, la strana avaria del centralino dell'edificio in cui lavora la protagonista, la relazione della stessa Leonore con una vecchia conoscenza dell'adolescenza, Wang-Dang Lang, con cui ebbe un diverbio nel 1981 e la contemporanea relazione della moglie dell'uomo, Mindy Metalman, con Rick, già amico di suo padre.
A fare inoltre da cornice alle già intricate vicende si aggiungono i racconti di Rick a Lenore delle storie giunte alla sua casa editrice, la ricerca della scomparsa nonna nel fittizio "Deserto Incommensurabile dell'Ohio", (DIO) in originale "Great Ohio Desert" (GOD), la storia della variegata famiglia Beadsman e l'incontro con il fratello di Lenore, Stonecipher e la scomparsa finale della giovane Lenore e di Wang-Dang Lang.

## Personaggi
Lenore Beadsman IILa protagonista del romanzo, è una giovane centralinista di ventiquattro anni, laureata in filosofia. Condivide una stanza al terzo piano dell'abitazione di Mrs Tissaw con Candy Mandible, sua collega centralinista. Entrambe lavorano per la casa editrice Frequent&Vigorous di cui Rick Vigorous è socio comproprietario. Ha un pappagallo, una corelia dal ciuffo bianco, di nome Vlad l'Impalatore. Ha due fratelli, John Beadsman e Stonecipher LaVache Beadsman, e una sorella di due anni più grande, Clarice Beadsman. Suo padre, Stonecipher Beadsman III è il presidente della Stonecipheco Alimenti per l'Infanzia. Ha una bisnonna, omonima, e una nonna di nome Concarnadine.
Lenore BeadsmanLa bisnonna di Lenore, è ricoverata presso la Casa di Riposo Shaker Heights, madre di Concarnadine. Studiosa di Ludwig Wittgenstein, di cui è stata allieva.
Stonecipher Beadsman IIIIl figlio di Stonecipher Beadsman, padre di Lenore Beadsman II, di John, Lavache e Clarice, è il presidente della "Stonecipheco alimenti per l'Infanzia".
Stonecipher Beadsman IIIl figlio di Lenore Beadsman e il nonno di Lenore Beadsman II. Ha fondato nel 1960 la cittadina di East Corinth, nell'Ohio ed è sfortunatamente morto nel 1975. Infatuatosi della diva Jayne Mansfield, ha fondato la città di East Corinth ricreando con l'orografia del terreno e le costruzioni, la sagoma del profilo della famosa attrice.
Stonecipher LaVache BeadsmanIl fratello minore di Lenore, soprannominato "l'Anticristo". Privo di una gamba fin dalla nascita a causa di un incidente subito dalla madre incinta, ha una strepitosa intelligenza che mette a frutto vendendo consigli per superare gli esami ai compagni di college.
John BeadsmanIl fratello di Lenore, professore presso l'Università di Chicago.
Clarice BeadsmanLa sorella maggiore di Lenore, proprietaria di una catena di saloni di bellezza, sposata con Alvin Spaniard.
Patrice LaVacheLa cinquantenne madre di Lenore Beadsman II, di John, Lavache, Clarice  e moglie di Stonecipher Beadsman III. Campionessa di bridge contratto. Ricoverata in una clinica psichiatrica nel Wisconsin.
Rick VigorousÈ lo "pseudo-fidanzato" di Lenore II, co-proprietario della casa editrice Frequent & Vigorous. Ha una ex-moglie, Veronica Peck, e un figlio avuto da quest'ultima, Vance Vigorous.
Candy MandibleCoinquilina di Lenore e sua collega al centralino della Frequent&Vigorous.
Dr Jay CurtisPsicoterapeuta di Lenore II e di Rick Vigorous. Devoto studioso di Olaf Blenter.
Mr BloemkerIl direttore della Casa di riposo Shaker Heights dove alloggiava l'anziana Leonore.
Norman BombardiniProprietario della Bombardini Company. Ricchissimo ed estremamente corpulento, ha in programma di riempire l'Universo (l'Altro) con il proprio Io.
Vlad l'ImpalatoreAnche chiamato "Ugolino il Significante", è il pappagallo di Lenore, regalatole da Rick Vigorous. Durante il romanzo inizierà improvvisamente a ripetere frasi delle conversazioni telefoniche di Candy Mandible, dei sermoni religiosi di Hart Lee Sykes e brani pornografici.
Hart Lee SykesReverendo Sykes, telepredicatore.
Alvin SpaniardIl marito di Clarice Beadsman.
Melinda "Mindy" MetalmanAnche  chiamata "Susan" o "Sue", la coinquilina di Clarice Beadsman ai tempi dell'Università. È stata vicina di casa di Rick Vigorous a New York, negli anni del suo matrimonio.
Andrew Sealander LangSoprannominato "Wang-Dang Lang" o "W.D.L.", è il marito di Mindy Metalman, coetaneo di Lenore Beadsman con cui avrà una relazione.
Neil Obstat JrIl figlio di Neil Obstat, assistente del Governatore dell'Ohio. Amico di Wang-Dang Lang, lavora come biologo presso la Stonecipheco Alimenti per l'infanzia.
Peter AbbottAddetto alla manutenzione delle linee telefoniche.
Kopek SpasovaGinnasta russa, testimonial della ditta "Gerber alimenti per l'infanzia" concorrente della "Stonecipheco alimenti per l'Infanzia".

## Edizioni
- David Foster Wallace, La scopa del sistema, traduzione di Sergio Claudio Perroni, Stile libero BIG, Torino, Einaudi, 2008,  XIV - 558, ISBN 978-88-06-18104-8.
- David Foster Wallace, La scopa del sistema, traduzione di Sergio Claudio Perroni, Mine vaganti, Roma, Fandango Libri, 1999,  p. 502, ISBN 978-88-87517-02-6.